# تونیا ادواردز
تونیا ادواردز (انگلیسی: Tonya Edwards؛ زادهٔ ۱۳ مارس ۱۹۶۸) بازیکن بسکتبال اهل ایالات متحده آمریکا است.
وی در مسابقات کشوری و بین‌المللی در مجموع برندهٔ ۱ مدال طلا، ۱ مدال نقره شده‌است.